# Елкланд (Пенсилванија)
Елкланд (енгл. Elkland) град је у америчкој савезној држави Пенсилванија.

## Демографија
По попису из 2010. године број становника је 1.821, што је 35 (2,0%) становника више него 2000. године.
| Група             | 2000.         | 2010.         |
| Белци             | 1.744 (97,6%) | 1.772 (97,3%) |
| Афроамериканци    | 17 (1,0%)     | 5 (0,3%)      |
| Азијати           | 0 (0,0%)      | 2 (0,1%)      |
| Хиспаноамериканци | 15 (0,8%)     | 17 (0,9%)     |
| Укупно            | 1.786         | 1.821         |